# Pedro Ramón de Barcelona
Pedro Ramón de Barcelona (Barcelona, 1040-ibídem, 1073) fue un noble, infante y heredero legítimo al Condado de Barcelona, vizconde de Beziers; hijo de Ramón Berenguer I, conde de Barcelona, y de su primera esposa Isabel de Nimes.
Casado con Rangarde de Toulouse, hija de Guillermo III Tallaferro, conde de Tolosa, y Emma de Venaissin.
El 16 de noviembre de 1071 asesinó a Almodis de la Marca,  tercera esposa del propio Ramón Berenguer I, ya que Almodis quería que sus hijos gemelos, Ramón Berenguer "Cabeza de Estopa" y Berenguer Ramón, fuesen los herederos de todo el poder de Ramón Berenguer I. Por este crimen fue excomulgado y condenado al destierro por el Papa Gregorio VII en 1073, lo que a la postre le acarrearía la muerte, ya que ese mismo año cayó en combate enfrentándose a los musulmanes de al-Ándalus.